# Philco
Philco je původně americká značka vyrábějící domácí elektrospotřebiče.

## Historie
Kořeny značky Philco sahají do roku 1892 kdy byla ve Filadelfii založena společnost Heilos Electric Company, jejímž prvním výrobkem se stala akumulátorová baterie. V roce 1906 společnost přijala název Philco. Továrny, kde dnes výrobky značky Philco vznikají, splňují nejen ty nejpřísnější normy na kvalitu a zpracování, ale i na ochranu životního prostředí.[zdroj⁠?!]

## Historie v datech
- 1892 – ve Filadelfii byla založena společnost Helios Electric, jejímž prvním výrobkem se stala akumulátorová baterie
- 1906 – společnost přijala název Philco
- 1909 – vstoupila do automobilového průmyslu a nahradila plynové svítilny elektrickými (startování vozů převzaly elektrické startéry a baterie)
- 1920–1930 – vznikly dceřiné společnosti, byly vydány výrobní licence po celém světě

(výrobními středisky se stávají Argentina, Kanada a Spojené království)
- 1930 – získala 30 % amerického trhu a stála se největším světovým výrobcem radiopřijímačů (toto postavení si udržela dalších 20 let)
- 1938 – stála se známou díky vynálezu klimatizace v hermeticky uzavřeném prostoru
- 1939 – vyrobila první chladničku s použitím pěny v tepelné izolaci
- 1946 – vyrobila první domácí mrazák
- 1947 – vyrobila první televizní přijímač
- 1951 – představuje dvoudveřovou chladničku/mrazničku s automatickým odmrazováním
- 1954 – přišla s vynálezem prvního tranzistoru vhodného pro vysokorychlostní počítače
- 1957 – představila úspornou kombinaci pračky se sušičkou
- 1959 – Firma vyrobila první přenosnou tranzistorovou televizi na baterie
- 1960 – uzavřela smlouvu s NASA na výrobu celosvětové sítě sledovacích stanic pro kosmický projekt Mercury (tato síť byla nahrazena až v roce 1990 komunikačními satelity)
- 1961 – společnost byla odkoupena Ford Motor Company a její rozhlasové přijímače byly instalovány do vozů značky Ford
- 1966 – Společnost je přejmenována na Philco-Ford
- 1973 – představila řadu chladniček Cold Guard vyrobenou z jednoho kusu lisovaného plastu
- 1974 – Ford prodává divizi rádií a televizií společnosti General Telephone & Electronics Corporation (GTE)
- 1976 – Philco Aerospace přejmenováno na Ford Aerospace
- 1981 – GTE prodává Philco společnosti Phillips, Philips značku Philco v USA nepoužívá kvůli podobnosti se svým názvem, nicméně ji dále licencuje třetím firmám.
- 2011 – Philco se vrátila na evropský trh